# Nissan Cube
De Cube is een kleine MPV van de Japanse autoconstructeur Nissan. Sinds 1998 zijn er drie verschillende generaties geweest van de Nissan Cube. Enkel de derde generatie werd enige tijd verkocht in Europa.

## Eerste generatie (1998-2002)

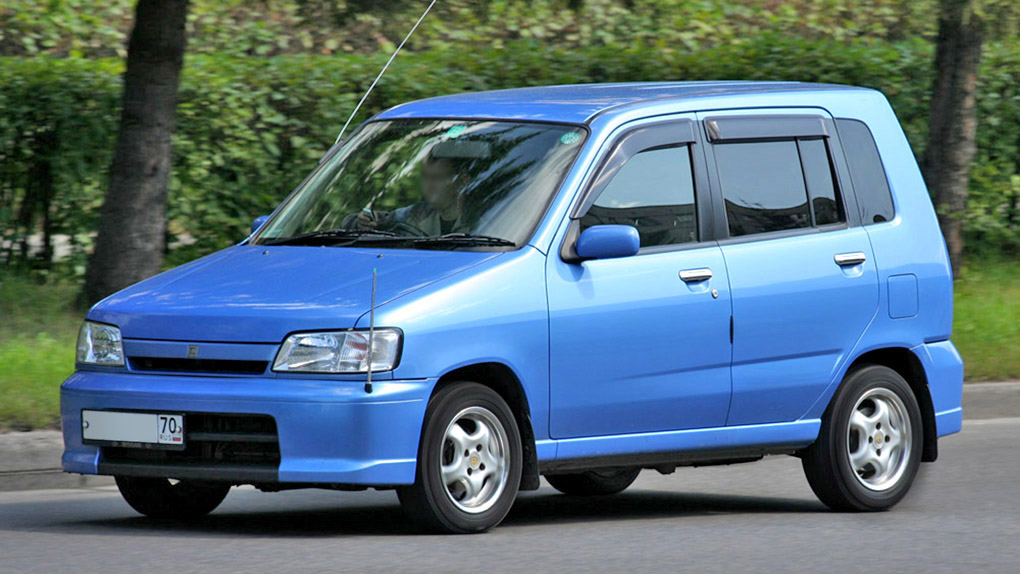
Eerste generatie Nissan Cube

De eerste generatie van de Cube werd geïntroduceerd in 1998. Hij deelde zijn platform en zijn motoren met de Nissan Micra. De eerste generatie Cube was ook verkrijgbaar met vierwielaandrijving. Hij moest het gat in het Nissan-gamma opvullen tussen de Nissan Micra en de Nissan Sunny.

## Tweede generatie (2002-2008)

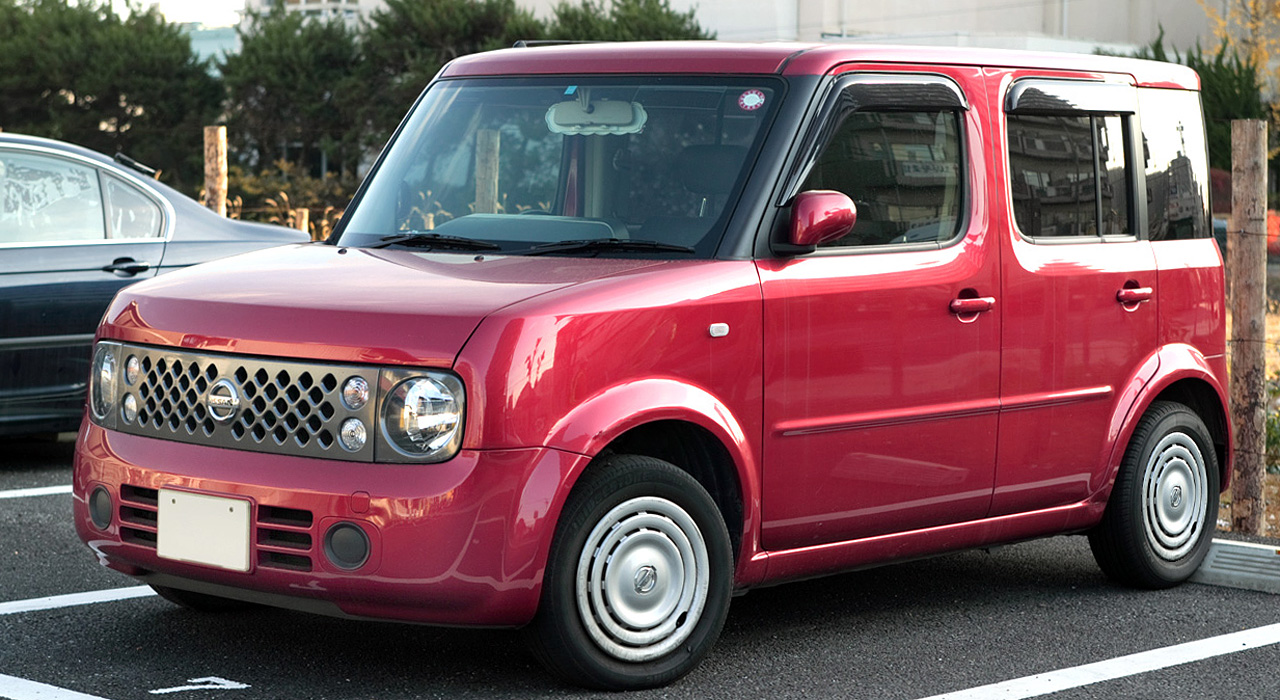
Tweede generatie Nissan Cube

De tweede generatie van de Cube werd geïntroduceerd in 2002. Hij had een ruimer interieur dan de eerste generatie van de Cube. Van deze generatie van de Cube was ook een verlengde versie met zeven zitjes verkrijgbaar; deze versie droeg de naam Cube³.
In 2008 introduceerde Nissan de Nissan Denki (Japans voor "elektrisch") Cube Concept. Dit was een elektrische auto aangedreven door een lithium-ion-accu.

## Derde generatie (2008-2019)

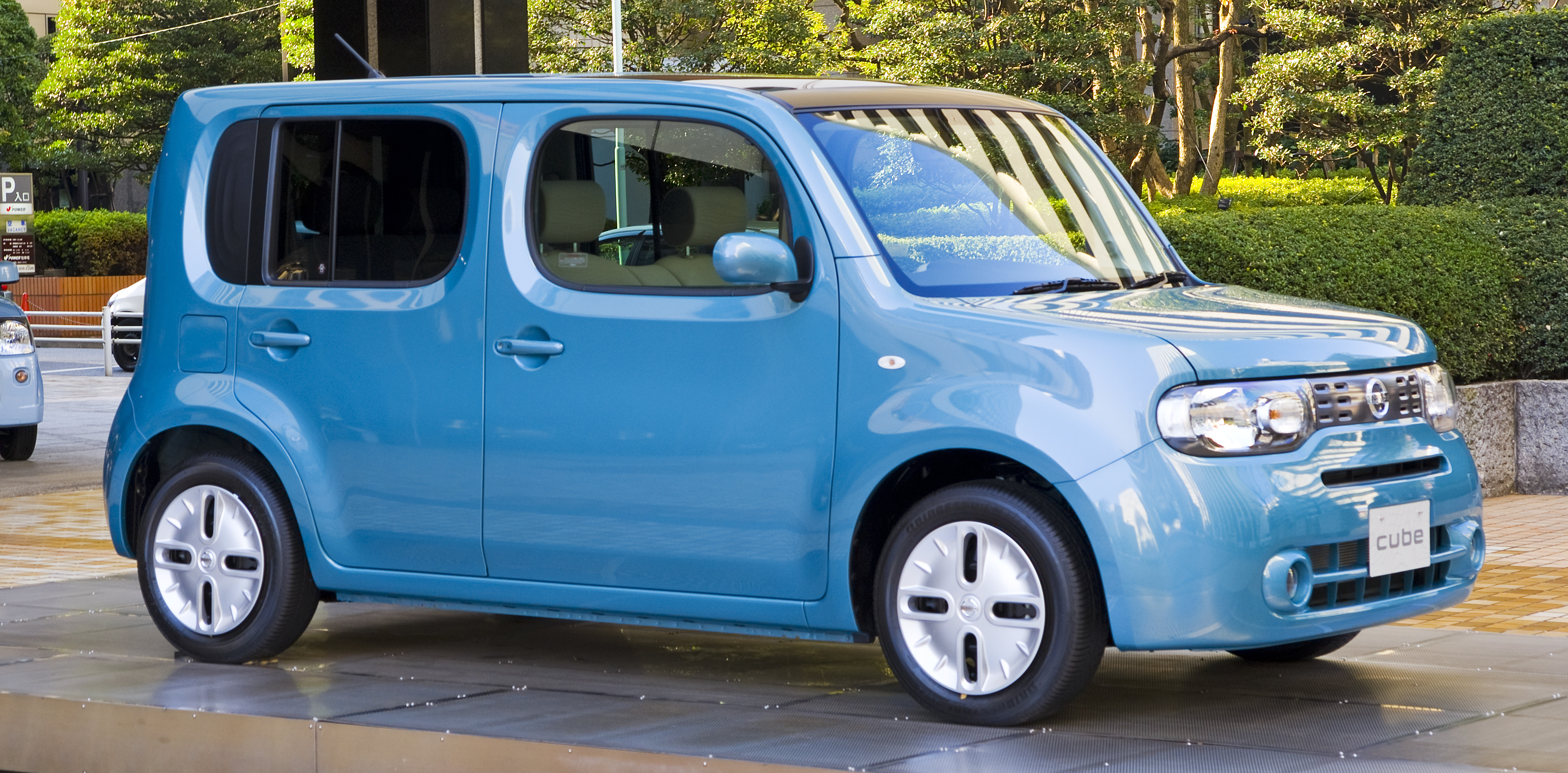
Derde generatie Nissan Cube

De derde generatie Nissan Cube werd voorgesteld op het autosalon van Los Angeles op 18 november 2008. Dit was de eerste generatie van de Cube die ook verkocht werd in Europa en Noord-Amerika. In januari 2011 werd bekendgemaakt dat Nissan de verkoop van de Nissan Cube in Europa stopzette vanwege de lage verkoopcijfers. 
In Noord-Amerika werd de verkoop gestopt in 2014 om dezelfde reden, waardoor de Nissan Cube nog enige tijd uitsluitend voor de Japanse markt is geproduceerd. In 2019 is het doek gevallen voor de Cube.
Huidige modellen Europa:
370Z ·
Ariya ·
Cabstar ·
Cube ·
GT-R ·
Interstar ·
Juke ·
Leaf ·
Micra ·
Murano ·
Navara ·
Note ·
NV200 ·
NV300 ·
NV400 ·
Pathfinder ·
Primastar ·
Qashqai ·
Townstar ·
X-Trail

Huidige modellen internationaal:
Altima ·
Armada ·
Bluebird ·
Caravan ·
Elgrand ·
Fuga ·
Maxima ·
NV ·
Patrol ·
Rogue ·
Sentra ·
Serena ·
Skyline ·
Skyline ·
Skyline Crossover ·
Sunny ·
Teana ·
Tiida ·
Titan ·
Xterra

Concepten:
Forum ·
Jikoo ·
Pivo ·
Urge

Uit productie:
100NX ·
200SX ·
300ZX ·
350Z ·
Almera ·
Almera Tino ·
Bluebird ·
Cedric ·
Cherry ·
Cima ·
Gloria ·
Kubistar ·
Laurel ·
Pixo ·
Prairie ·
Primera ·
Pulsar ·
Silvia ·
Stanza ·
Terrano ·
Vanette